# Palaemonella rathbunae
Palaemonella rathbunae är en kräftdjursart som beskrevs av Lancelot Alexander Borradaile 1917. Palaemonella rathbunae ingår i släktet Palaemonella och familjen Palaemonidae. Inga underarter finns listade i Catalogue of Life.